# 457 mm/55 морско оръдие
457 mm 55-калибрено морско оръдие е проект за тежко корабно оръдие с калибър 457 mm, което се планира като въоръжение на един от вариантите на линкора от проекта 24. Планира се създаването на най-мощното, в своя калибър, оръдие с най-тежкия снаряд и с най-високата скорост на снаряда, а също и с най-голямата далекобойност.

## Предистория
Първият в страната проект за 18-дюймово оръдие става 457/45 оръдие на Обуховския стоманолеярен завод. Според предварителните данни то има много високи за своето време характеристики – тегло на снаряда от 1586 кг и начална скорост от 890 м/с, т.е. по дулна енергия то трябва значително да превъзхожда всички съществуващи към този момент оръдия – превъзхожда в т.ч. и оръдие на линкора „Ямато“, проектирано през 1939 г., с тегло на снаряда от 1460 кг и начална скорост 780 м/с, като по-слабото оръдие на „Ямато“ има далечина на стрелбата до 45 км, т.е. теоретично далечината на стрелба на руското 457/45 оръдие би могла да достига 50 км. Обаче този проект не е детайлно разработван – в крайна сметка няма съхранени чертежи.

## Проектиране
Първите работи се появяват още през 1930 години, когато са предложени няколко варианта за линкор с 406-мм и 457-мм артилерия на главния калибър, най-голям от който става вариантът с четири четирицевни 457-мм установки (също година по-късно има и проекти за линкори и с оръдия още по-голям калибър – 500 и 530 мм). Но едва през 1940 години, когато започва проектирането на линейните кораби от проекта 24, оръдието е детайлно включено в проекта.
В проект теглото на снаряда може да съставлява от 1580 до 1720 кг, теглото на заряда съставлява 620 кг, началната скорост на снаряда варира от 820 до 850 м/с, а далекобойността – от 49 до 52 км.
Сравнителна таблица за 457-мм оръдия от различните страни:
| Страна                          | СССР        | САЩ        | САЩ        | Япония  | Великобритания | Франция                        |
| ------------------------------- | ----------- | ---------- | ---------- | ------- | -------------- | ------------------------------ |
| Година на създаване на проекта  | 1940 години | 1920       | 1920       | 1939    | 1920           | 1930 години                    |
| Марка на оръдието               | -           | Mk.I       | Mk.A       | Тип 94  | Mk.II*         | Няма данни                     |
| Дължина на ствола, калибри      | 55          | 48         | 47         | 45      | 45             | Няма данни                     |
| Тегло на снаряда, кг            | 1580 – 1720 | 1315       | 1746,3     | 1460    | 1506           | 1400                           |
| Тегло на заряда, кг             | 620         | 403,7      | 403,7      | 360     | 367            | Няма данни                     |
| Начална скорост на снаряда, м/с | 820 – 850   | 823        | 732        | 780     | 762            | 875                            |
| Далекобойност, км               | 49 – 52     | Около 39   | около 39   | 45      | 38             | Няма данни, не по-малко от 40  |
| Скорострелност, изстрела/минута | 2           | 1,5 – 1,75 | 1,5 – 1,75 | 1,5 – 2 | 1,5 – 2        | Няма данни, не по-малко от 1,5 |

- Различните източници дават различни данни за това оръдие, във връзка с голямото разнообразие от снаряди за това оръдие в различните години – 1920, 1921 и 1922.

Както се вижда от таблицата, съветското оръдие е най-късното от 18-дюймовите оръдия, но и най-мощното. Другите оръдия имат или по-тежък снаряд, но по-ниска начална скорост, или имат по-лек снаряд, но по-висока начална скорост.

## Илюстрации
ТТХ на 457/55 оръдие и арт. установки за него